# Ecaterina
Ecaterina ist ein weiblicher Vorname.

## Herkunft und Bedeutung
Der Name ist, neben Cătălina, eine rumänische Form des Namens Katharina.

## Bekannte Namensträgerinnen (Auswahl)
- Ecaterina Andronescu (* 1948), rumänische Politikerin (PSD)
- Ecaterina Arbore (1875–1937), rumänisch-sowjetische Medizinerin, Schriftstellerin und Politikerin
- Ecaterina Cernat (* 2001), moldauische Leichtathletin
- Ecaterina Oancia (1954–2024), rumänische Steuerfrau im Rudern
- Ecaterina Stahl-Iencic (1946–2009), rumänische Fechterin
- Ecaterina Szabó, (* 1968), rumänische Kunstturnerin